# South Kirkby and Moorthorpe
South Kirkby and Moorthorpe är en civil parish i Storbritannien.   Den ligger i distriktet Wakefield i grevskapet West Yorkshire i riksdelen England, i den centrala delen av landet, 240 km norr om huvudstaden London.